# El Tejar, Veracruz
El Tejar är en ort i Mexiko.   Den ligger i kommunen Medellín och delstaten Veracruz, i den sydöstra delen av landet, 300 km öster om huvudstaden Mexico City. El Tejar ligger 15 meter över havet och antalet invånare är 10 511.
Terrängen runt El Tejar är mycket platt. Runt El Tejar är det ganska tätbefolkat, med 230 invånare per kvadratkilometer. Närmaste större samhälle är Veracruz, 12,0 km norr om El Tejar. Trakten runt El Tejar består till största delen av jordbruksmark.